# Батурин (Едмонтон)
Батурин, який місцеві жителі зазвичай називають «B-Way», — це житловий район у районі Касл-Даунс на півночі Едмонтона, Альберта, Канада. Головна артерія, вулиця 97, забезпечує доступ до CFB Edmonton, розташованого на північ від міста, а також доступ до центру міста та Технологічного інституту Північної Альберти.
Згідно з федеральним переписом 2001 року, приблизно три з чотирьох резиденцій (73,4 %) були побудовані в 1970-х роках. Ще кожен п'ятий будинок (18,0 %) був побудований на початку 1980-х років. До середини 1980-х років будівництво було в основному завершено.
Найпоширенішим типом проживання в мікрорайоні є односімейні будинки, на які припадає сім із десяти (71 %) усіх місць проживання. Решта три з десяти будинків поділені між дуплексами (17 %) і рядними будинками (12 %). Більшість помешкань займають власники (86 %), і лише 14 % здають в оренду.
По сусідству є дві школи. Едмонтонська державна шкільна система управляє Батуринською початковою школою, тоді як Едмонтонська католицька шкільна система керує католицькою початковою школою Св. Чарльза.
Східною межею району є вулиця 97, західною межею є вулиця 112, південною межею є Касл-Даунс-роуд. Північна межа проходить за півкварталу на північ від авеню 173A.
Громаду представляє Батуринська громадська ліга, заснована в 1980 році, яка утримує громадську залу та відкриту ковзанку, розташовані на вулиці 105 та проспекті 172.

## Демографія
За даними муніципального перепису населення міста Едмонтон 2012 року, населення Батурина становило 4919, які проживали в 1767 помешканнях, що на 0,5 % більше, ніж у 2009 році (4895. При земельній ділянці площею 1,4 км2 (0,54 миля2), у 2012 році щільність населення становила 3513,6 осіб/км 2.